# Mayo Hibi
Mayo Hibi (Japans: 日比 万葉, Hibi Mayo) (Toyonaka, 3 april 1996) is een tennisspeelster uit Japan.
Mayo Hibi begon op zevenjarige leeftijd met tennis. In 2010 won zij het $10.000 toernooi van Hilton Head Island. In 2013 won Hibi het $50.000-toernooi FSP Gold River Women's Challenger bij het enkelspel. In 2015 speelde zij op het US Open haar eerste grandslampartij.